# 耿济之
耿济之（1899年1月20日—1947年3月2日），原名耿匡，字孟邕，笔名蒙生，出生于上海，中国文学家、翻译家。是五四运动和新文化运动的领导者之一，也是俄罗斯文学在中国最早的翻译家和研究学者之一。外孫陳逸。

## 生平
1917年－1919年在北平俄文专修馆学习，与瞿秋白同学并成为挚友。1918年开始翻译俄国文学作品。同年与郑振铎相识。1919年积极参加五四运动，与瞿秋白同为俄文专修馆的学生代表。五四运动后，在陈独秀的亲自指导下，与瞿秋白，郑振铎共同编辑《新社会》和《人道》刊物，积极转播新思想，鼓吹新社会。1921年1月4日与郑振铎，瞿世英，许地山，王统照，蒋百里，周作人，沈雁冰等十二人在北京中央公园来今雨轩发起、成立中国文学研究会。1921年与郑振铎一起从俄文直接翻译了《国际歌》，后经瞿秋白修改并谱曲成为中国共产党的党歌。

### 俄專畢業後
从俄专毕业后，被派往苏联，先后在赤塔、伊尔库茨克、海参崴，列宁格勒和莫斯科等地任副领事、领事、总领事、一等秘书和代理大使，曾会见过高尔基等苏联著名作家。1935年梅兰芳访苏，济之亲自为梅兰芳翻译，与梅兰芳结为莫逆之交。同年瞿秋白被蒋介石密令处死，为纪念秋白，耿济之与鲁迅、郑振铎、茅盾、陈望道等人捐款，鲁迅先生编辑出版了瞿秋白的文集《海上述林》。1937年因病辞职回国。

### 抗戰期間
抗战期间与梅兰芳，郑振铎，王统照，徐调孚、赵家璧等人被困在上海的外国租界。由于他们在社会上的知名度，日军经常到他们家里骚扰，耿济之在上海的寓所两次被日军查抄。耿济之先生为此隐名埋姓，以开「蕴华阁」旧书店为掩护，躲避日伪的查询，继续翻译俄罗斯文学。耿济之还与郑振铎等成立了“中国大百科全书编委会”。
1945年抗战胜利后，耿济之在《民主》周刊上发表文章，公开向国民党政府提出四项要求，要求（一）最低生活的保障；（二）严厉惩办曾直接或间接贼害国家与人民的汉奸，贪官污吏及发国难财者，并没收其财产；（三）实行人民集会结社言论出版自由；（四）立即实现民主，建立为一个现代国家。

### 因病去世
1947年3月2日下午三時，耿济之因积劳成疾于沈阳去世，时年50岁。中苏文化协会和中华全国文协总会与1947年4月5日在上海静安寺举行公祭。颜惠庆、郭沫若、马叙伦、郑振铎、许广平、田汉、洪深、叶圣陶、葛一虹、梅兰芳、戈宝权、赵家璧、赵景深、应云卫、于伶、欧阳予倩、唐弢等耿济之生前好友到场向耿济之告别。郭沫若主持了公祭大会。郑振铎评价耿济之：“君文豪雄，君性纳朴，今之善人，谦退恭肃，埋头著作，卑斥征逐，劳碌一生，译文千轴。”“他真是工作到死，像莫利哀死在戏台上一样。”

## 俄國文學引介
耿济之用了毕生精力向中国的广大读者全面，系统地介绍了全世界二十八个著名作家的九十多篇名著，其中包括二十多部长篇小说，如托尔斯泰的《复活》《家庭幸福》；屠格涅夫的《父与子》《猎人日记》；陀思妥耶夫斯基的《罪与罚》《白痴》《卡拉馬助夫兄弟們》，奥斯特洛夫斯基的《雷雨》，果戈里的《疯人日记》，高尔基的《家事》，以及普希金、契诃夫、安特列夫等人的作品。对中国的新文化运动作出了杰出的贡献。知名世界的《国际歌》也是耿济之和他的朋友郑振铎一起自俄文首次翻译引介到中国的。